# José David Ramírez
José David Ramírez García (* 14. Dezember 1995 in León, Guanajuato), auch bekannt unter dem Spitznamen El Avión (spanisch für Das Flugzeug), ist ein mexikanischer Fußballspieler, der vorwiegend auf der Position eines Verteidigers spielt, aber auch auf anderen Positionen einsetzbar ist.

## Leben

### Verein
Ramírez begann seine Laufbahn beim Club Deportivo Guadalajara, mit dem er in der Apertura 2015 den mexikanischen Pokalwettbewerb gewann.
2016 wechselte er zum Ligarivalen CF Pachuca, bei dem er zwar bis 2020 unter Vertrag stand, aber nur zu 3 Einsätzen (mit einem Treffer) in der höchsten mexikanischen Spielklasse kam, weil er vorwiegend auf Leihbasis für Zweitligavereine im Einsatz war.
2020 wechselte Ramírez zu seinem Heimatverein Club León, mit dem er Apertura 2020 die mexikanische Fußballmeisterschaft gewann.

### Nationalmannschaft
Am 27. Oktober 2021 kam Ramírez zu seinem (bisher) einzigen Einsatz für die mexikanische Fußballnationalmannschaft in einem Freundschaftsspiel gegen Ecuador, das 2:3 verloren wurde.

## Erfolge
- Mexikanischer Meister: Apertura 2020
- Mexikanischer Pokalsieger: Apertura 2015